# Epidapus italicus
Epidapus italicus är en tvåvingeart som först beskrevs av Gustavo Venturi 1963.  Epidapus italicus ingår i släktet Epidapus och familjen sorgmyggor.
Artens utbredningsområde är Italien. Inga underarter finns listade i Catalogue of Life.